# Classe Balzam
La Classe Balzam  est une classe de navire collecteur de renseignements russe.

## Bateaux

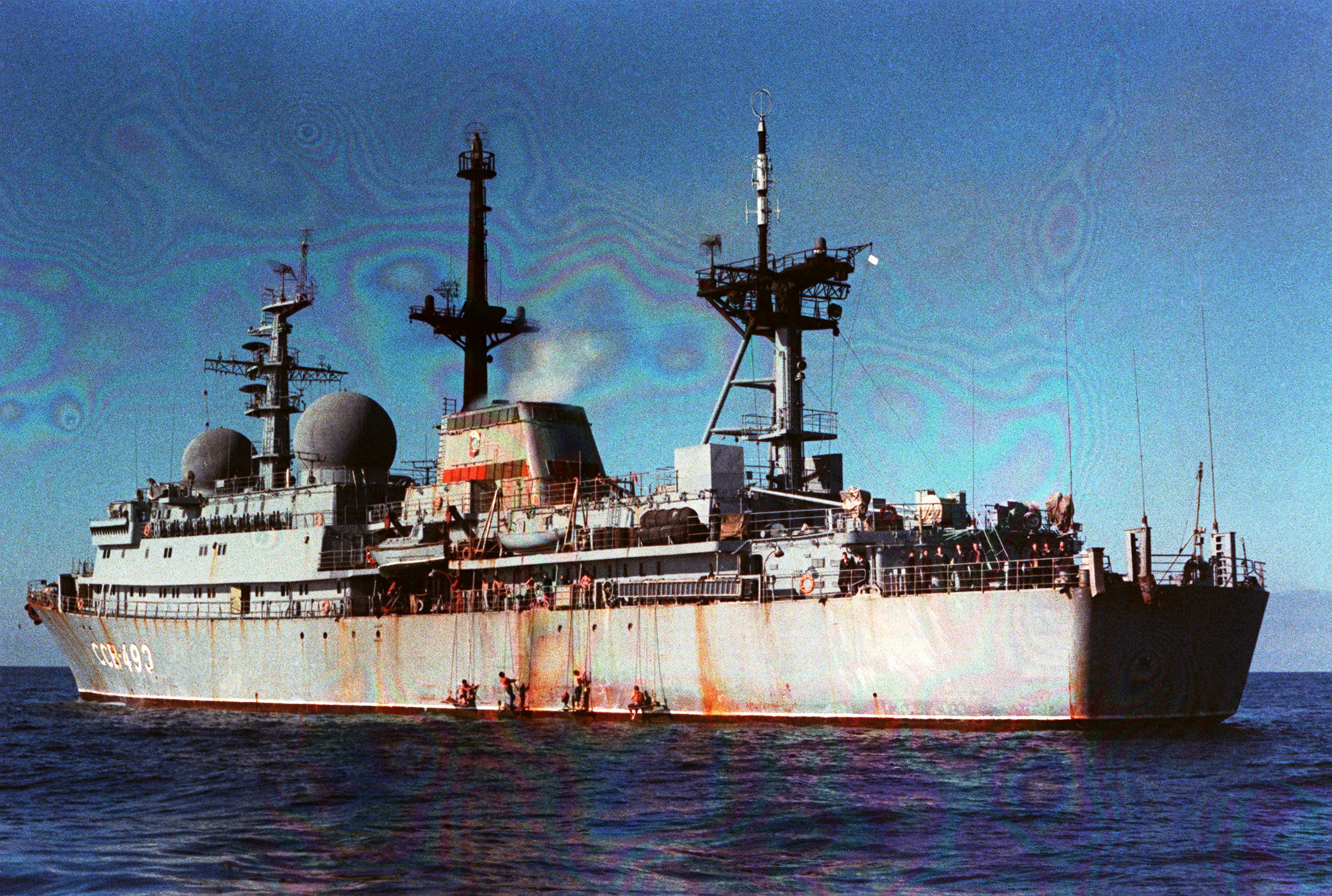

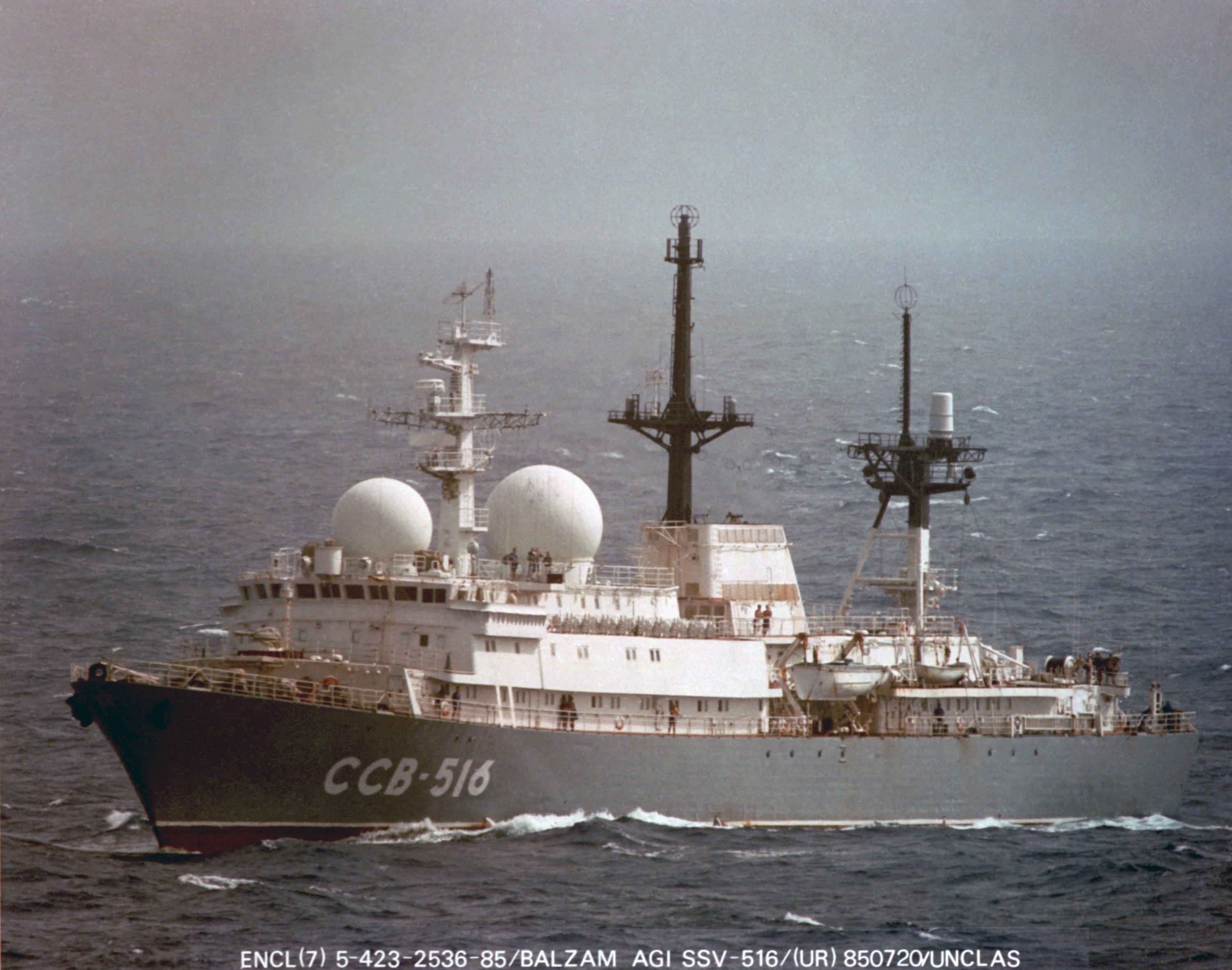

| Nom        | Numéro de coque | Chantier naval                     | Mise en cale | Lancement | Mise en Service | Flotte              | Statut                    | Notes |
| ---------- | --------------- | ---------------------------------- | ------------ | --------- | --------------- | ------------------- | ------------------------- | ----- |
| Lira       | 516             | Chantier naval Iantar, Kaliningrad |              |           | 9 février 1980  | Flotte du Nord      | Retiré du service en 1997 |       |
| Azia       | 493             | Chantier naval Iantar, Kaliningrad |              |           | 13 février 1981 | Flotte du Pacifique | En réserve                |       |
| Pribaltica | 696             | Chantier naval Iantar, Kaliningrad |              |           | 28 juillet 1984 | Pacific Fleet       | En réserve                |       |
| Belomore   | 463             | Chantier naval Iantar, Kaliningrad |              |           | 7 février 1987  | Northern Fleet      | En service                |       |